# История почты и почтовых марок Саара
История почты и почтовых марок Саара соответствует периодам, когда Саар последовательно находился в XX веке под управлением Лиги Наций, Франции и Германии. Всего для этой территории было выпущено 443 почтовые марки (одних только основных типов), два блока и 38 служебных марок.

## Выпуски почтовых марок

### Управление Лиги Наций
История почты пограничной немецкой области, на которую претендовали и Франция, и Германия, не проста. Изначально будучи немецкой территорией, представлявшей значительный интерес для Франции, после окончания Первой мировой войны Саарская область была отделена от Германии согласно Версальскому мирному договору (1919). Начиная с 1920 года и сроком на 15 лет здесь была установлена особая форма управления по мандату Лиги Наций. В отсутствие действующего государства, которое взяло бы на себя организацию почтовой связи, Лига Наций учредила собственную почтовую администрацию.
Вначале в Саарской области употреблялись марки Германской империи (вплоть до 31 марта 1920 года). Первыми почтовыми марками собственно Саара стали имперские марки типа «Германия» того периода с надпечаткой фр. «Sarre» (в соответствии с французским названием Саара) и со сплошной жирной чертой, зачеркнувшей надпись нем. «DEUTSCHES REICH» («Германская империя») в нижней части марки. Надпечатка была нанесена на марки 17 номиналов, от 2 пфеннигов до 1 бумажной марки, и впервые поступила в продажу 30 января 1920 года.
Аналогичным образом были надпечатаны почтовые марки Баварии, которые впервые появились в обращении 1 марта.

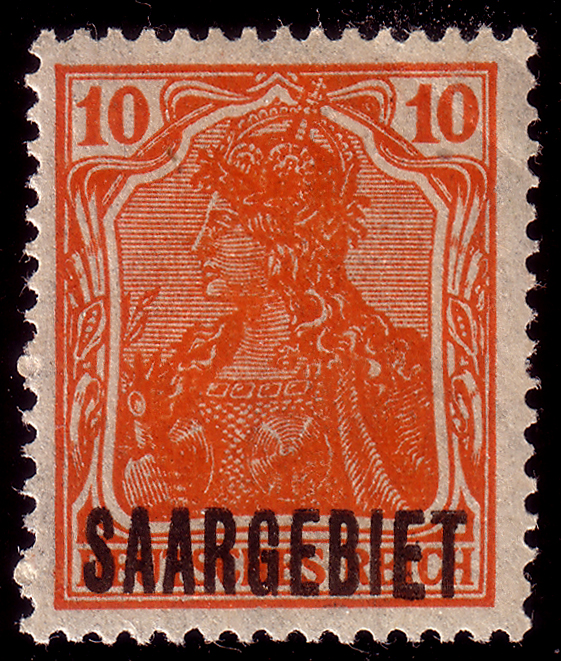
Более поздняя надпечатка «Saargebiet» (1920) на марке типа «Германия»(Mi #33)

26 марта того же года были дополнительно эмитированы германские марки с надпечатками, в этот раз — с текстом «SAARGEBIET» (соответственно названию Саарской области на немецком языке) и без зачёркивания прежнего названия государства.
Надпечатки номиналов в 20 пфеннигов, 5 и 10 бумажных марок на марках Германии появились в начале 1921 года. Вскоре, в феврале того же года, вышел в обращение и первый стандартный выпуск марок Саарской области с оригинальными рисунками. Серия состояла из 16 марок с местными видами, начиная с пейзажа реки Саар у Метлаха и кончая сталелитейным заводом Бурбаха в Диллингене (Dillinger Hütte). Марки были несколько грубовато отпечатаны типографским способом, большинство из них — в двух цветах. Хотя их рисунки и граничат с аляповатостью, тем не менее они привлекают внимание.
1 мая 1921 года на марках этой серии были сделаны надпечатки новых номиналов в сантимах и франках. В 1922 году их сменила новая серия марок с теми же рисунками, но перерисованных, с номиналами в новой валюте и напечатанных в других цветах.
Статуя Мадонны из Блискастеля была запечатлена на двух марках номиналом в 45 сантимов и 10 франков в 1925 году. В 1927 году вышла новая стандартная серия, повторяющая рисунки первой серии, но теперь в других формах и напечатанная в одном цвете способом фотогравюры.

### Присоединение к Германии
1 ноября 1934 года в рамках подготовки к проведению плебисцита в следующем году на марках серии 1927—1932 годов была сделана надпечатка «VOLKSABSTIMMUNG / 1935» («Плебисцит / 1935»). Это были первые памятные марки Саара.
После того, как на плебисците, проведённом в январе 1935 года, население высказалось в пользу воссоединения с Германией, Саар вошёл в почтовую систему нацистской Германии. Этому событию был посвящён выпуск четырёх почтовых марок. С 1 марта 1935 года марки Саарской области были изъяты из обращения.

### Под контролем Франции
В 1945 году, после Второй мировой войны, Саарская область оказалась в числе оккупированных территорий, переданных под управление Франции, и в течение двух лет там применялись марки для французской зоны. Первые из них появились в декабре 1945 года. Это была серия из марок с гербами земель, входивших в зону. На миниатюрах достоинством в 1, 2 и 5 марок были соответственно изображены портреты И. Гёте, Ф. Шиллера и Г. Гейне. Серия находилась в обращении в Саарской области до 27 ноября 1947 года, при этом встречаются смешанные франкировки с собственно марками Саара (см. ниже).
Первая серия стандартных марок специально для оккупированного Саара (с надписью «Saar» — «Саар») поступила в обращение в январе — марте 1947 года и состояла из 17 марок шести типов рисунков, среди которых были рабочие разных профессий, Метлахское аббатство и маршал Ней. Три марки были также напечатаны на бумаге с водяным знаком в виде извилистых линий. Интересно, что сюжет марок номиналами в 15, 16, 20 и 24 пфеннига — два металлурга в процессе выплавки у мартена — некоторые связывают со скрытым изображением одноглазого Адольфа Гитлера, если перевернуть такую марку и приглядеться позади второго рабочего.
Эти первые послевоенные марки были с номиналами, обозначенными в немецкой валюте, но точно так же, как и до этого, уже в ноябре они были заменены на марки с номиналами во французских денежных знаках.
Французы установили в Сааре протекторат в декабре 1947 года и 1 апреля 1948 года ввели в обращение новую серию с надписью фр. «SAARPOST» («Почта Саара»), за которой в 1949 году последовала серия марок с надписью «SAAR» («Саар»).
С декабря 1948 года стали издаваться памятные марки. Ежегодно французскими властями эмитировалось несколько коммеморативных марок вплоть до 1956 года. В 1952 году в обращении появилась стандартная серия с изображением различных зданий. Выпуск марок во французской зоне продолжался до конца 1956 года.

### Германское управление
После присоединения Саара в 1957 году к Федеративной Республике Германии (ФРГ) Главная почтовая дирекция Саарбрюккена продолжала издание собственных марок для этой территории, что было вызвано различием валют в Сааре и ФРГ. В филателистической литературе эти эмиссии иногда называют «выпусками Саарбрюкена», они повторяют рисунок марок ФРГ, но имеют номиналы в саарских франках.
Возвращение Саара в состав Западной Германии в качестве федеральной земли было отмечено 1 января 1957 года специальными марками, за которыми вскоре после этого последовали стандартные марки с обычным в то время для западногерманских марок профилем первого президента ФРГ Теодора Хойса и надписями нем. «SAARLAND» («Земля Саар») и «DEUTSCHE BUNDESPOST» («Германская федеральная почта»). Цифры номинала не содержали указания на денежную систему, но подразумевались франки. Позднее в том же году марки были переизданы с маленькой буквой «f» (означавшей франки) после цифры номинала.

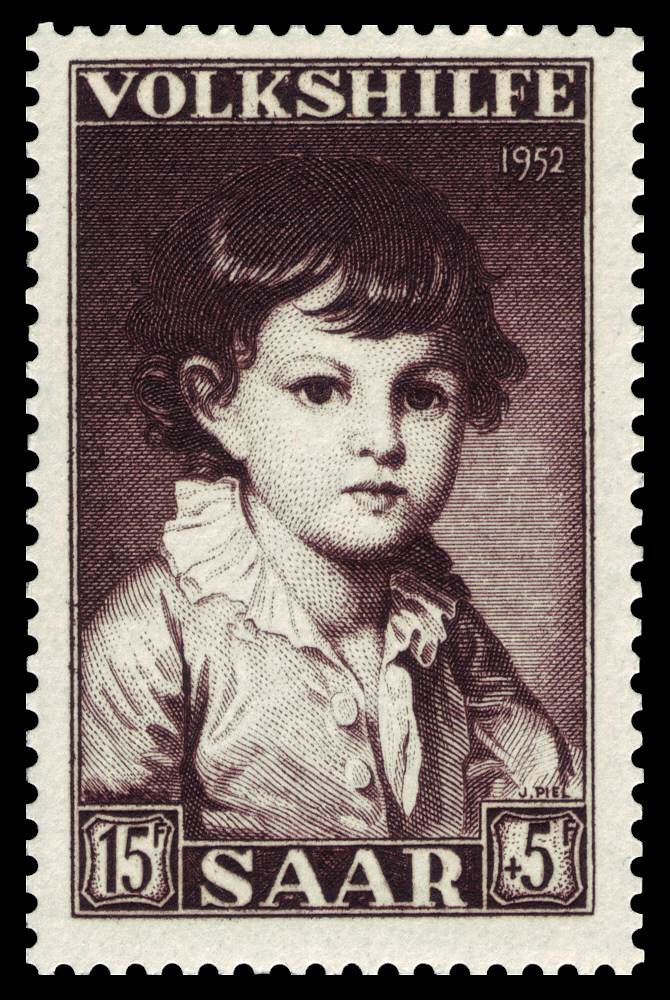
Почтово-благотворительная марка Саара (1952): «Портрет графа Павла Александровича Строганова в детстве» работы Ж.-Б. Грёза

В течение ещё ряда лет регулярно дополнительно выходили памятные марки, пока не была восстановлена немецкая денежная система. Последней почтовой маркой Саара стал одиночный выпуск 15-франковой марки в честь Александра фон Гумбольдта, поступившей в продажу 6 мая 1959 года. 6 июля того же года «выпуски Саарбрюкена» были изъяты из почтового употребления, после чего в Сааре находились в обращении обычные почтовые марки Германии.

## Почтово-благотворительные выпуски
Учитывая трудную экономическую ситуацию в межвоенные, военные и послевоенные годы, сменявшие друг друга администрации Саара прибегали к изданию и распространению многочисленных почтово-благотворительных марок. Всего в период с 1926 по 1958 год было напечатано 126 почтово-благотворительных марок Саара, имевших надписи «Volkshilfe» («Народная помощь») и «Wohlfahrtsmarke» («Почтовая марка с надбавкой для благотворительных целей»). Их дополнительный номинал предназначался на нужды Красного Креста, здравоохранения, голодающих, приютов для беспризорных, восстановления разрушенных войной памятников, участия в Олимпийских играх, охраны материнства и детства и проч.
В октябре 1948 года были подготовлены два почтово-благотворительных блока, причём это были единственные блоки от имени Саара за всю филателистическую историю этой территории. Блоки обрамляли серию в пользу пострадавших от наводнения, и один из них, вдобавок ко всему, был авиапочтовый.
Среди прочих, в 1952—1954 годах выходили три серии полупочтовых марок, благотворительная надбавка которых шла в пользу детей. Первую серию 1952 года открывала марка (Mi #338; Sc #B92), которая представляла собой репродукцию картины Ж.-Б. Грёза «Портрет графа Павла Александровича Строганова в детстве» (1778), хранящейся в Эрмитаже. Некоторые полупочтовые марки приурочивались ко Дню почтовой марки и Дню лошади.

## Другие виды почтовых марок
Дополнительно для Саара печатались авиапочтовые (с 1926), почтово-благотворительные авиапочтовые и служебные марки (1922—1934).

## Прочее
- В 1934—1935 годах в Саарской области в городе Мерциге работала шведская полевая почта, употреблявшая саарские, а затем шведские марки, которые гасились штемпелем с надписью «Svenska Bataljonen Saar» («Шведский батальон. Саар»)[9][10].
- Среди известных художников и гравёров, работавших над марками Саара, были французы Пьер Гандон и Альбер Декарис. Последний был замешан в скандале и судебном разбирательстве в связи с нарушением им авторского права при подготовке стандартной серии 1948 года. Изображённые на марках рабочий, крестьянская девушка и шахтёр оказались «перенесены» художником с газетных фотографий реальных людей без их ведома и согласия[11].

Часть серии марок Саара работы А. Декариса (1948), которые стали предметом судебного разбирательства
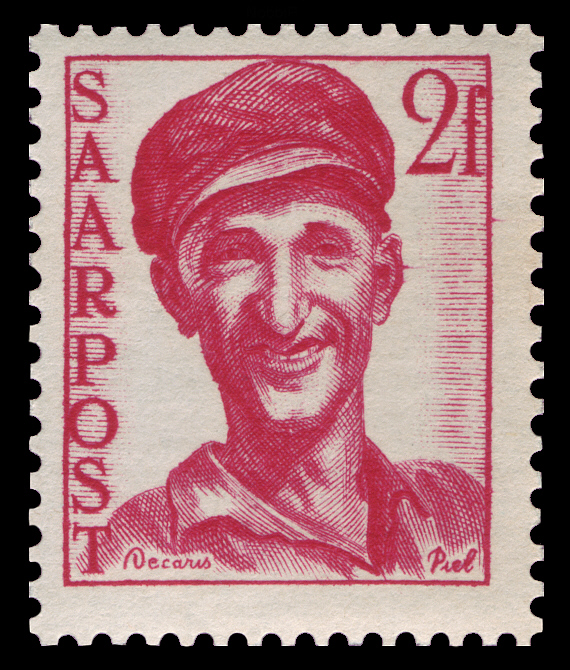
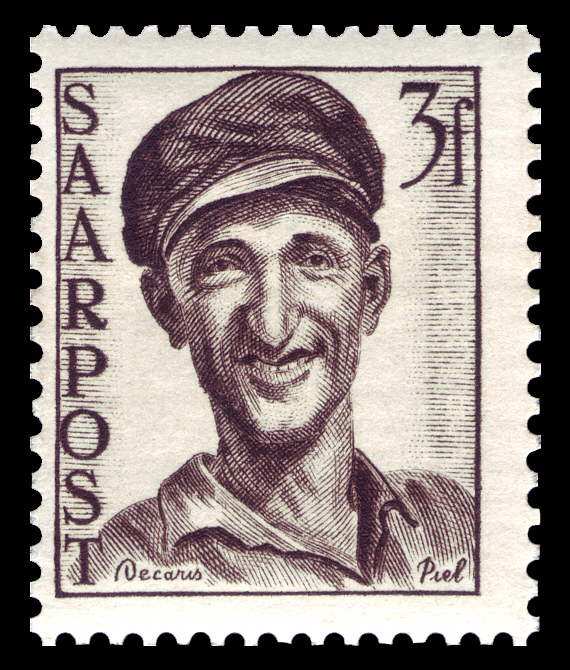
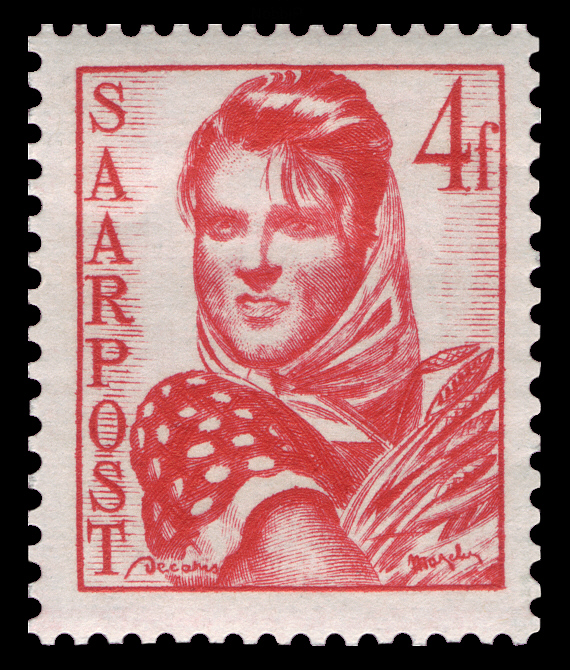
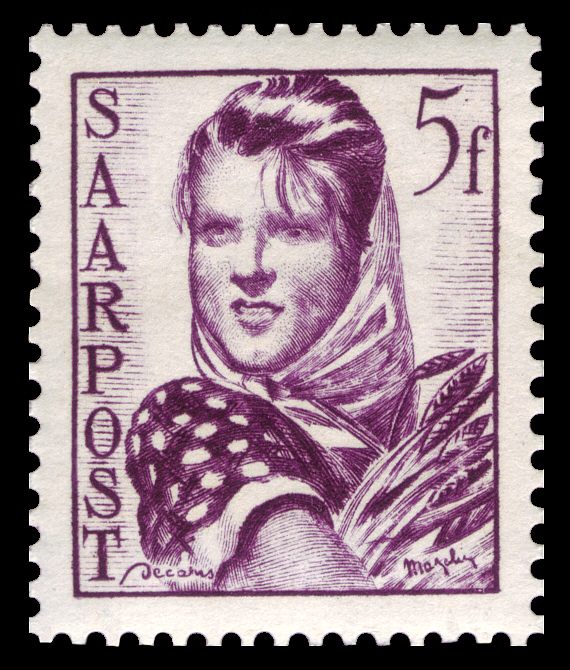
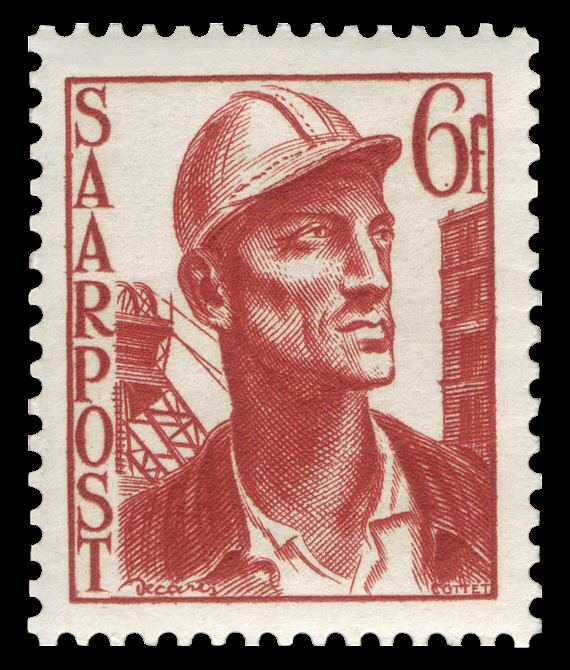
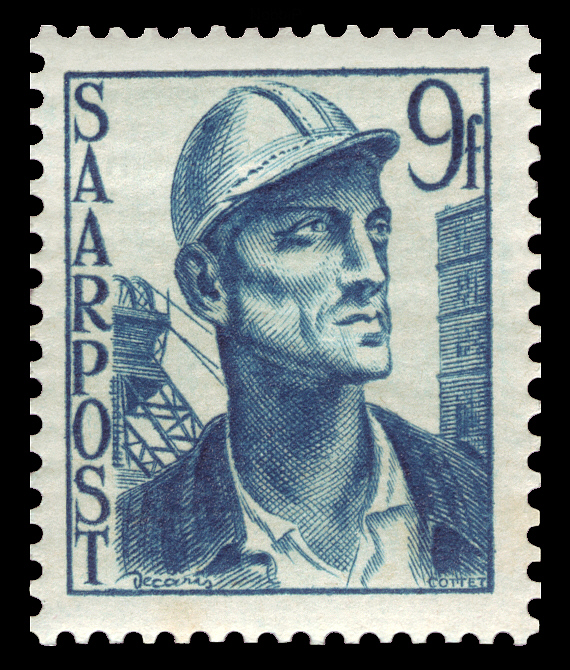

## Сводная таблица
В приведённой ниже таблице представлены основные периоды истории выпуска почтовых марок Саара, начиная с 1920 года, различающиеся по стране-эмитенту, надписи на марке и денежной системе.
| Годы обращения                             | Использовались марки (государство, надпись)                                                            |
| ------------------------------------------ | --- |
| Номинал в марках (100 пфеннигов)           | |
| 1920 (Рейнская область)                    | Германской империи Deutsches Reich («Германская империя»)                                              |
| 1849—1920 (Саарпфальц)                     | Баварии Bayern («Бавария»)                                                                             |
| 1920—1921                                  | Саарской области Deutsches Reich («Германская империя») Sarre («Саар») Saargebiet («Саарская область») |
| 1920                                       | Саарской области Bayern («Бавария») Sarre («Саар») Saargebiet («Саарская область»)                     |
| 1921                                       | Саарской области Saargebiet («Саарская область»)                                                       |
| Номинал в саарских франках (100 сантимов)  | |
| 1921—1935                                  | Саарской области Saargebiet («Саарская область»)                                                       |
| Номинал в рейхсмарках (100 рейхспфеннигов) | |
| 1935—1945                                  | нацистской Германии Deutsches Reich («Германская империя»)                                             |
| 1945—1947                                  | Французской зоны оккупации Германии Zone française («Французская зона»)                                |
| Номинал в саарских марках (100 пфеннигов)  | |
| 1947—1947                                  | Саара Saarland («Земля Саар»)                                                                          |
| Номинал в саарских франках (100 сантимов)  | |
| 1947—1956                                  | Саара Saarland («Земля Саар»)                                                                          |
| 1957—1959                                  | ФРГ — Саара Deutsche Bundespost — Saarland («Германская федеральная почта — Земля Саар»)               |
| Номинал в немецких марках (100 пфеннигов)  | |
| После 1959                                 | ФРГ Deutsche Bundespost («Германская федеральная почта»)                                               |
| Примечания                                 | |
| курсивом зачёркнуто (в скобках)            | оригинальное обозначение страны обозначение, запечатанное надпечаткой перевод на русский язык          |